# Rosângela Lula da Silva
Rosângela Lula da Silva   (União da Vitória, 27 d'agost de 1966) és una sociòloga brasilera afiliada al Partido dos Trabalhadores. És l'actual primera dama del Brasil com a tercera esposa del president Luiz Inácio Lula da Silva.
Rosângela va néixer el 27 d'agost de 1966 a União da Vitória, estat de Paranà. Durant la seva infantesa es va traslladar a Curitiba. Silva es va unir al Partit dels Treballadors el 1983. L'any 1990 va matricular-se en el grau de Ciències Socials a la Universitat Federal de Paranà i es va especialitzar en Història en la mateixa institució.
Janja, com és coneguda, va ser contractada per Itaipu Binacional. A la central hidroelèctrica, va ser ajudant de la directora general i coordinadora de programes de suport al desenvolupament sostenible. Entre 2012 i 2016, Rosângela va ser assessora de comunicació i afers institucionals a Eletrobras, a Rio de Janeiro. El 2016, va tornar a Itaipu, on s'hi va estar fins al 2020, quan va sortir definitivament de l'empresa.
Janja i Lula da Silva van començar a sortir el 2018. Quan l'expresident va ser detingut i empresonat, Janja va visitar-lo sovint al centre penitenciari. Lula va ser alliberat el 8 de novembre de 2019, per manca de proves, i poc després la parella va anunciar el seu compromís. Es van casar oficialment el 18 de maig de 2022 a São Paulo, en una cerimònia celebrada pel bisbe Angélico Sândalo Bernardino.
En un acte de campanya, Rosângela va dir que tenia intenció de «resignificar» el paper de primera dada, prioritzant la seva presència en actes realitzats entorn de la dona, com la violència domèstica o l'exclusió social.